# معهد تشارترد للصحة البيئية
معهد تشارتريد للصحة البيئية (بالإنجليزية: Chartered Institute of Environmental Health)‏، اختصارًا (CIEH)
هو هيئة عضوية مهنية تعنى بالصحة البيئية وتعزيز المعايير في تدريب وتثقيف المهنيين في مجال الصحة البيئية.

## تاريخه
يمكن إرجاع تاريخ المعهد المعتمد للصحة البيئية إلى عام 1883 عندما تأسست المنظمة الأصلية وتسمى جمعية مفتشي الصحة العامة.
وفي عام 1984، مُنح معهد موظفي الصحة البيئية آنذاك ميثاقاً ملكياً، وهو صك يمنحه سلطات وحقوقاً وامتيازات خاصة. وأصبحت خاضعة للتدقيق من جانب مجلس الملكة الخاص وأمضت السنوات العشر التالية في اتخاذ خطوات إضافية لضمان المعايير المهنية لأعضائها. وأدى ذلك إلى منح إذن في عام 1994 للمنظمة لتعكس وضعها القانوني من خلال تغيير اسمها إلى معهد تشارترد للصحة البيئية.
وينص الميثاق الملكي على أن أهداف الهيئة هي: "تعزيز نظرية وعلم الصحة البيئية من جميع جوانبها من أجل المنفعة العامة ونشر المعرفة بالصحة البيئيةِ.

## نشاطاته
يقع مقر المعهد في المملكة المتحدة مع ما يقرب من (8000) عضو في جميع أنحاء العالم. معظمها مقرها في إنجلترا، ويلز، وايرلندا الشمالية.
المكتب الرئيسي للهيئة: محكمة تشادويك (سميت باسم إدوين تشادويك)، في ساوثوارك، لندن، مع مكاتب إضافية في ويلز وأيرلندا الشمالية.
كما يوفر مجموعة من المؤهلات المهنية والتعلم القائم على العمل بما في ذلك التعلم الإلكتروني وتدريب الشركات والخدمات الاستشارية. وتشمل محفظة التأهيل في المعهد سلامة الأغذية والصحة والسلامة والإسعافات الأولية والسلامة من الحرائق وحماية البيئة.
كما تعمل الهيئة مع منظمات في القطاعين الخاص والعام والخيري، مما يساعدها على الامتثال للمتطلبات القانونية وأفضل الممارسات، فضلا عن تقديم التدريب لموظفيها.

## العضوية
يمنح المعهد أربع درجات للعضوية وهي: تابع، مساعد، عضو، زميل.
يستطيع الأعضاء الوصول إلى الأخبار والشبكات الإقليمية ومجموعات المصالح الخاصة والعديد من المييزات الأخرى.